# Robert Bauer (Fußballspieler)
Robert Bauer Nasser (geborener Bauer; * 9. April 1995 in Pforzheim) ist ein deutscher Fußballspieler. Der Verteidiger besitzt auch die kasachische Staatsbürgerschaft.

## Karriere

### Vereine

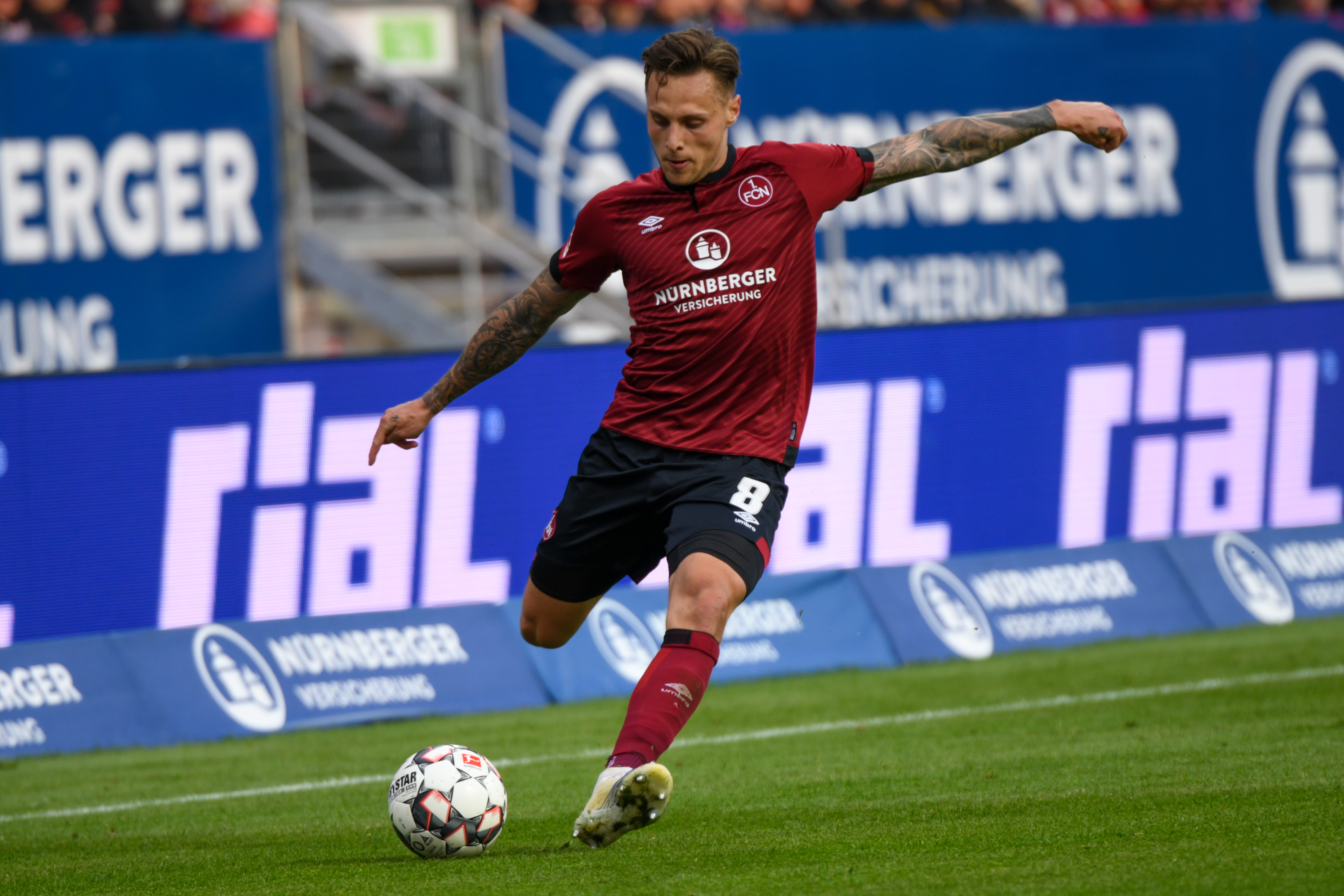
Bauer als Spieler des 1. FC Nürnberg (2019)

Bauer begann seine Karriere beim FSV Buckenberg und spielte danach für die Jugendmannschaften des Karlsruher SC, bevor er 2014 zum FC Ingolstadt 04 wechselte. Dort kam er erstmals am 18. August 2014 im Spiel gegen Kickers Offenbach in der ersten Runde des DFB-Pokals zum Einsatz, das die Ingolstädter im Elfmeterschießen verloren. Für die zweite Mannschaft des FC Ingolstadt debütierte er am 13. September 2014 beim 1:1 gegen die Würzburger Kickers in der Regionalliga Bayern und traf dabei in der 49. Minute zum 1:0. Am 31. Oktober 2014 kam er erstmals in der 2. Bundesliga beim 0:0 gegen Fortuna Düsseldorf zum Einsatz. Am Saisonende stieg er mit der Mannschaft als Meister in die Bundesliga auf. Dort debütierte er am 15. August 2015 (1. Spieltag) beim 1:0-Sieg im Auswärtsspiel gegen den 1. FSV Mainz 05, als er in der 82. Minute für Pascal Groß eingewechselt worden war. Am 22. November 2015 (13. Spieltag) erzielte Bauer sein erstes Profitor beim 3:1-Heimsieg gegen den SV Darmstadt 98, nachdem er in der 16. Minute für den früh verletzten Markus Suttner eingewechselt worden war.
Zur Spielzeit 2016/17 wechselte Bauer zum Ligakonkurrenten Werder Bremen, für den er am 26. August 2016 bei der 0:6-Niederlage im Auswärtsspiel gegen den FC Bayern München debütierte. Im Laufe der Spielzeit entwickelte sich Bauer unter Trainer Alexander Nouri zum Stammspieler. Am 13. Mai 2017, dem 33. Spieltag, erzielte Bauer bei der Heimniederlage gegen die TSG 1899 Hoffenheim mit dem Tor zum 3:5-Endstand seinen ersten Treffer für Bremen.
Zur Bundesligasaison 2018/19 wurde Bauer an den Aufsteiger 1. FC Nürnberg verliehen. Dort kam er in 22 Bundesligaspielen (19-mal von Beginn) zum Einsatz. Nach dem Abstieg in die 2. Bundesliga verließ er den Verein mit dem Ende seines Leihvertrags.
Nach seiner Rückkehr aus Nürnberg stand Bauer formal wieder bei Werder Bremen unter Vertrag, stieg aber nicht mit der Mannschaft in die Vorbereitung auf die Saison 2019/20 ein. Ende August 2019 unterschrieb der Defensivspieler einen Vertrag beim russischen Erstligisten Arsenal Tula. Eine Verlängerung seines per 30. Juni 2021 auslaufenden Vertrages lehnte Bauer ab, weil die Rahmenbedingungen nicht stimmten.
Nachdem er zwei Monate ohne Verein gewesen war, unterschrieb Bauer Anfang September 2021 einen Vertrag beim belgischen Erstdivisionär VV St. Truiden. In der Saison 2021/22 bestritt er 22 von 28 möglichen Ligaspielen und ein Pokalspiel für St. Truiden. Er fehlte lediglich die ersten zwei Spiele nach seinem Wechsel und vier Spiele, bei denen er nach einer roten Karte gesperrt war. In der nächsten Saison waren es 24 von 34 möglichen Ligaspielen und zwei Pokalspiele. Erneut erhielt er nach einer roten Karte eine Sperre von vier Spielen.
Zur Saison 2023/24 wechselte er zum saudischen Verein al-Tai FC. Hier bestritt er 33 Ligaspiele.
Die Saison 2024/25 stand er in Aserbaidschan beim Erstligisten Neftçi Baku unter Vertrag. Für den Verein aus der Hauptstadt Baku bestritt er 15 Ligaspiele.
Zu Begin der Saison 2025/26 unterschrieb er in Thailand einen Vertrag beim Erstligisten Buriram United.

### Nationalmannschaft
Im März 2015 wurde Bauer von Trainer Frank Wormuth erstmals für die deutsche U20-Nationalmannschaft nominiert. Sein Debüt gab er am 28. März 2015 bei der 1:2-Niederlage gegen Polen, als er zur zweiten Halbzeit für Tobias Pachonik eingewechselt wurde. Im Juni 2015 nahm Bauer mit der Mannschaft an der U20-Weltmeisterschaft in Neuseeland teil und erreichte das Viertelfinale. Für die Olympischen Spiele 2016 in Rio de Janeiro wurde er in den deutschen Kader berufen. Im Turnier kam er einmal zum Einsatz und gewann mit dem Team nach dem verlorenen Finale gegen Brasilien die Silbermedaille. Dafür wurde er Anfang November 2016 von Bundespräsident Joachim Gauck mit dem Silbernen Lorbeerblatt ausgezeichnet.
Bauers russlanddeutsche Eltern stammen aus dem heutigen Kasachstan. Er erhielt daher vom kasachischen Verband im Januar 2015 eine Einladung zum Lehrgang der A-Nationalmannschaft.

## Privat
Im September 2023 gab Bauer via Instagram bekannt, dass er zum Islam konvertiert sei. Er erwähnte weiter, dass er durch seine Frau und ihre Familie zum Islam gekommen sei.

## Erfolge
FC Ingolstadt 04
- Meister der 2. Bundesliga und  Aufstieg in die Bundesliga: 2015

Nationalmannschaft
- Silbermedaille bei den Olympischen Spielen: 2016